# ریپ موونتاین
ریپ موونتاین (به لاتین: Říp Mountain) یک منطقهٔ مسکونی در جمهوری چک است که در ناحیه لیتومیریتسه واقع شده‌است. ریپ موونتاین ۴۵۹ متر بالاتر از سطح دریا واقع شده‌است.